# Ludwig-Pfau-Straße 25 und 27 (Heilbronn)

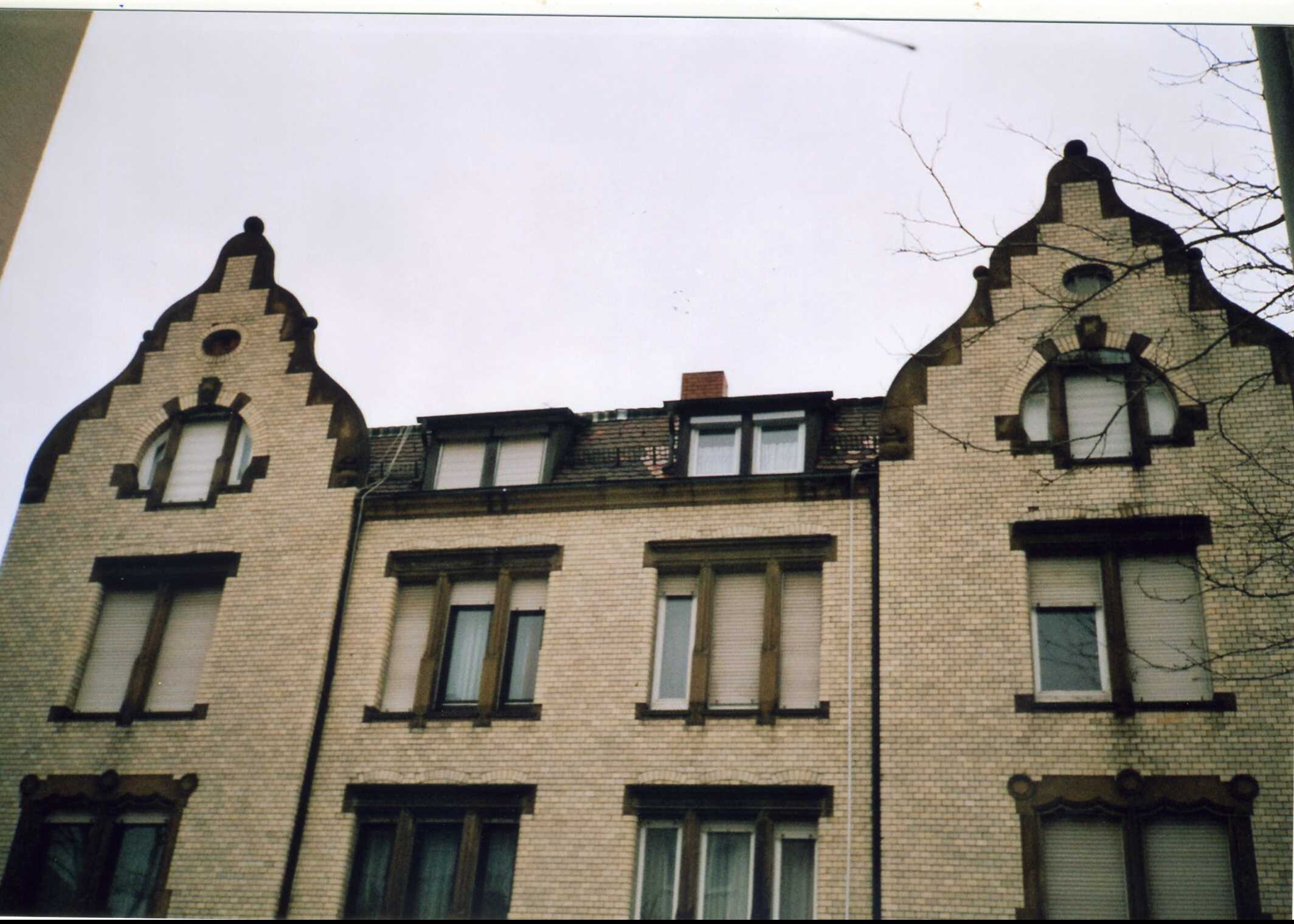
Ludwig-Pfau-Straße 25/27 in Heilbronn

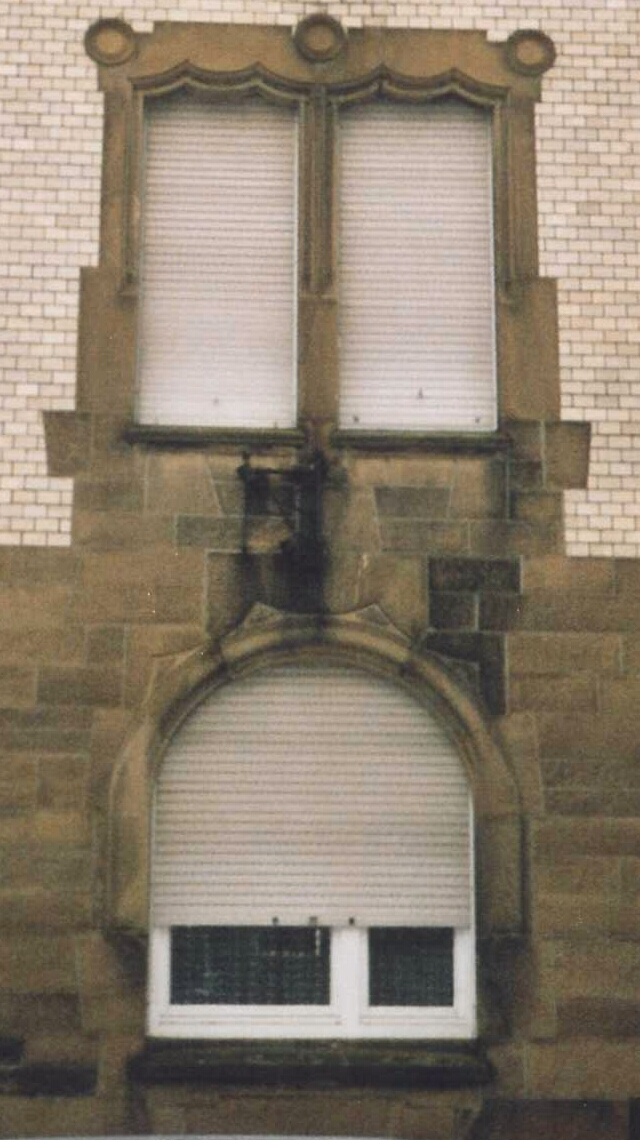
Detail des Hauses

Das Doppelhaus Ludwig-Pfau-Straße 25,27 in Heilbronn ist ein denkmalgeschütztes Haus, das im Jahre 1903 nach Plänen von Jakob Saame für Ernst und Hermann Able errichtet wurde.

## Lage
Das Gebäude liegt an der nach dem Heilbronner Ehrenbürger und Dichter Ludwig Pfau benannten Straße innerhalb eines Arbeiterwohngebiets, das im Jahre 1873 vom Stadtbaumeister Reinhard Baumeister entworfen wurde. In den Jahren 1977 bis 1981 restaurierte die Stadtplanung und Stadtsiedlung im Rahmen der „behutsamen Erneuerung einzelner Stadtquartiere“ das historische Stadtviertel.

## Beschreibung

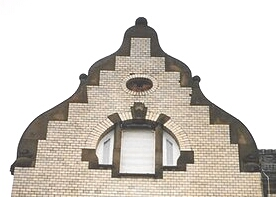
Detail

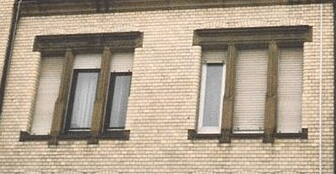
Detail

Das Doppelhaus mit einer Fassade in farbigem, kontrastreichem Sichtmauerwerk wird durch zwei leicht hervortretende Seitenrisalite gegliedert, die als oberen Abschluss einen Schweifgiebel aufweisen. Jeder Seitenrisalit wird mit jeweils einer Achse gegliedert, die aus einem großen Rundbogenfenster im Erdgeschoss und aus Zwillingsfenstern im ersten und zweiten Obergeschoss bestehen. Der Sturz der Rundbogen- und Zwillingsfenster im ersten Obergeschoss zeigt als zusätzliches Detail noch Vorhangbögen.

## Geschichte
1950 gehörte die Haushälfte Nr. 25 dem Weingärtner Ludwig Able, die Nr. 27 dem Weingärtner Ludwig Gurrath. 1961 gehörte die Haushälfte Nr. 25 Walter Bickel aus Fellbach, die Nr. 27 dem Packer Willi Büchele. Im Erdgeschoss der Nr. 25 war das Textilgeschäft von Oskar Schatka, im Erdgeschoss der Nr. 27 hatte Hedwig Baier eine Wäscheschneiderei.

## Kunstgeschichtliche Bedeutung
Das von dem Architekten Jakob Saame entworfene Doppelhaus befindet sich in dem historischen Heilbronner Arbeiterwohngebiet, das durch den „reduzierten Historismus“ gekennzeichnet ist, wobei sich das Doppelhaus mit seiner reliefartigen Fassade an der deutschen Renaissance orientiert.
Mit seinen abgegangenen Stall- und Scheunengebäuden für die Nebenerwerbslandwirtschaft im Hof, ist das Gebäude ein Beispiel für den Übergang vom bäuerlichen Umland zur Stadt und wurde deswegen unter Denkmalschutz gestellt.
Vom selben Architekten Jakob Saame stammen auch die denkmalgeschützten Häuser Werderstraße 152, 154 und 155, das Haus Happelstraße 29 und die Villen Binder und Neumayer in Heilbronn.